# Cape Leeuwin

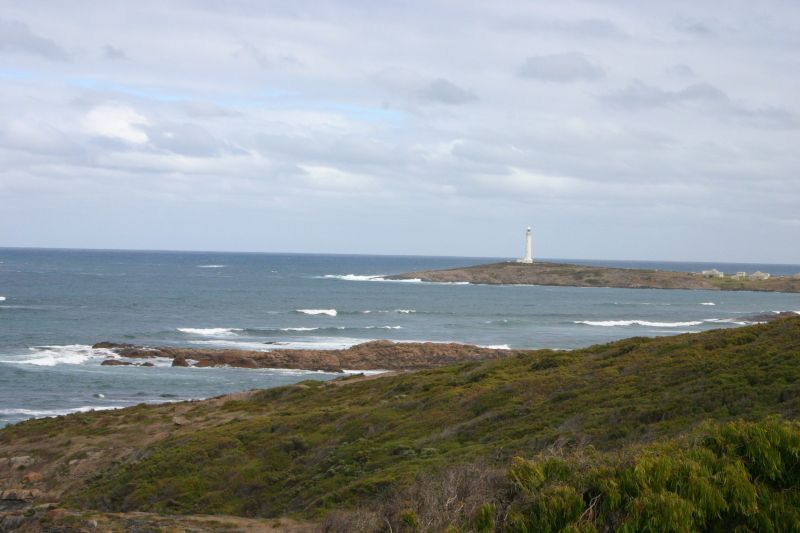
Udden, sedd från sydost

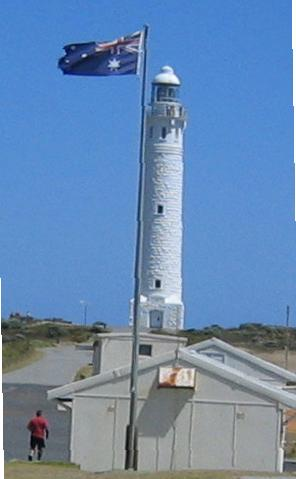
Fyren på Cape Leeuwin

Cape Leeuwin är en udde som utgör Australiens sydvästligaste punkt. Den ligger drygt 200 km söder om Perth, nära den lilla staden Augusta (cirka 1 700 invånare 2001) i Västra Australien.
Leeuwin betyder lejoninna på holländska och kan möjligen härstamma från namnet på ett holländskt fartyg; De Leeuwin. Namnet dök upp på holländska kartor från 1620-talet och förblev i bruk, trots att franska sjöfarare försökte etablera namnet Cape Gosselin
Omgivningen utgörs av ett kuperat landskap med vidsträckta hedar och tät buskvegetation, och ingår i naturskyddsområdet Leeuwin-Naturaliste National Park. Parken sägs vara den mest besökta i hela Västaustralien och är känd för sin naturskönhet och sina kalkstensgrottor där man också gjort arkeologiska fynd.
På udden står ett fyrtorn som invigdes 1895 och har gjort stor nytta för sjöfarten, då det rätt långt utanför udden finns många förrädiska undervattensrev. 